# Spirit 201
O  201/201C  é o modelo da Spirit Racing da temporada de 1983 da F1. Foi guiado por Stefan Johansson.